# Panna Bartha
Panna Bartha (* 14. Mai 2004) ist eine ungarische Tennisspielerin.

## Karriere
Bartha spielt bislang Turniere der ITF Junior Tour und der ITF Women’s World Tennis Tour, wo sie bisher einen Titel im Einzel gewinnen konnte.
2022 trat sie bei den Wimbledon Championships in der Qualifikation zum Juniorinneneinzel an, verlor aber in der ersten Runde der Qualifikation gegen Daniela Piani mit 4:6 und 4:6.
2023 konnte sie im Januar in Antalya ihren ersten Titel auf der ITF Women’s World Tennis Tour gewinnen.

### College Tennis
Panna Bartha wird ab Herbst 2023 für die Damentennismannschaft der Owls der Florida Atlantic University spielen.

## Turniersiege

### Einzel
| Nr. | Datum           | Turnier | Kategorie | Belag | Finalgegnerin  | Ergebnis      |
| --- | --------------- | ------- | --------- | ----- | -------------- | ------------- |
| 1.  | 15. Januar 2023 | Antalya | ITF W15   | Sand  | Darja Lodikowa | 2:6, 6:3, 6:3 |